# Johannes Rode (Dekan)

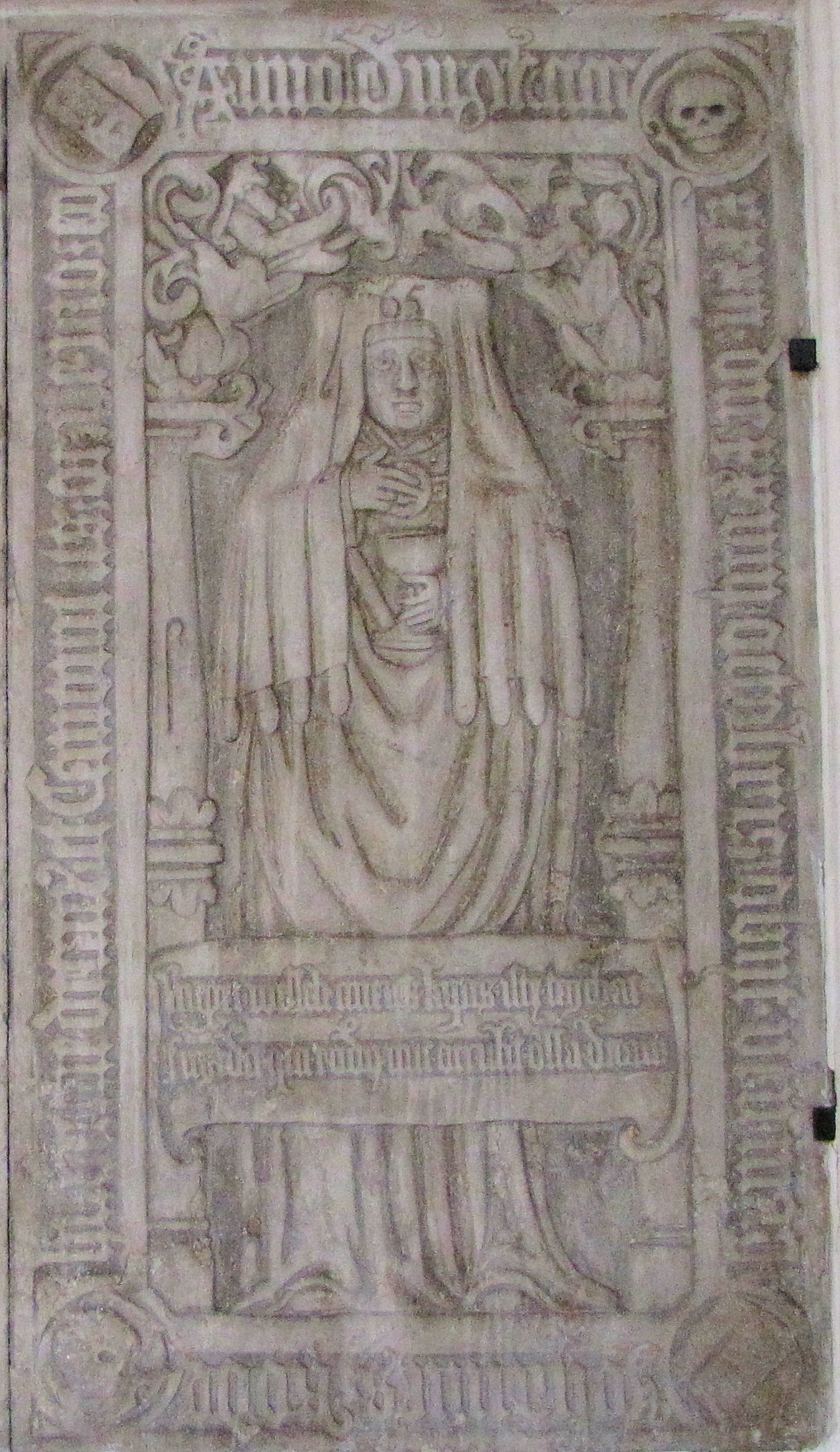
Grabstein Johannes Rode

Johannes Rode (* in Stadthagen; † 28. Oktober 1532 in Lübeck) war Domherr, Ratssekretär und Domdechant in Lübeck.

## Leben
Johann Rode war Kleriker des Bistums Minden. Er studierte ab Ostern 1486 an der Universität Rostock. Er erwarb 1489 das Bakkalaureat und wurde im Wintersemester 1490/1491 zum Magister promoviert. 1493 immatrikulierte er sich als Graduierter an der Universität Greifswald. Ab Weihnachten 1500 bis 1517 war er Ratssekretär der Hansestadt Lübeck. Ab 1508 war er Lübecker Domherr, ab 1513 zusätzlich Schweriner Domherr. Nach dem Ausscheiden des ersten Ratssekretärs Henning Osthusen führte er das Lübecker Oberstadtbuch ab 1514 als Protonotar. 1515 war er Inhaber der Großen Präbende im Lübecker Domkapitel. Als Kirchherr der Lübecker Marienkirche war er um 1528 eine Spottfigur der reformatorisch gesinnten Kreise der Bürgerschaft der Stadt. Bald nach dem Tod des Dechanten Johannes Brandes am 14. Januar 1531 wurde Johannes Rode vom Lübecker Domkapitel zum Dekan gewählt. Sein erhaltener Figurengrabstein im Lübecker Dom ist eine Zweitverwendung. Sein Sterbedatum stammt von diesem Grabstein; die Wappen darauf werden dem Vornutzer des Grabsteins, dem Domdekan Bernhard Wessel († 1482), zugeordnet.

„Der Name Johannes Rode ist ein häufiger in jener Zeit; dahin gehört ... — Magister Johann Rode. Kirchherr unserer lieben Frauen zu Lübeck, erscheint 1528 bis 1530 in Spottliedern, war Secretär des Raths, später Decan. Ein Lübecker Canonicus Joh. Rode liefert 1506 zu Boger's Etherologium ein Epigramma ad lectorem.“

Sein Bruder Heinemann Rode war 1530 Propst von Riga. Der Lübecker Bischof Johannes Tiedemann und dessen Bruder Christoph Tiedemann waren Söhne seiner Schwester Geseke.